# Tadao Ando
Tadao Ando (født 13. september 1941 i Osaka, Japan) er en japansk arkitekt, der arbejder med et ekstremt enkelt formsprog. Han er berømt for sit arbejde med In-situ beton (beton støbt på stedet). Tadao Ando benytter sig typisk af krydsfinér støbeplader som er glatte og det bliver betonen derfor også. I stedet for at gemme de støbehuller væk der opstår for at holde sammen på støbeformen, viser han dem frem som en del af værket. Man kan tale om en ærlig konstruktion der ikke har noget at skjule. Støbeformshullerne er en del af Tadao Andos karakteristiske arkitektoniske udtryk. I dansk sammenhæng er det ofte tillagt for stor vægt at hans byggerier går op i tatamimåtte modulmål. Det er et ganske almindelig Japansk byggemodulmål og har været det i hundreder af år. Tadao Andos bygerier fremstår klare og med en fornemmelse for rumlighed. Ofte kun i ét dominerende materiale: Beton. Dette får rummene og bygningerne til at træde tydeligere frem gennem deres volumer og det lys der falder på dem.
Ando har bl.a tegnet Chichu Art Museum.
Ando modtog som den første Carlsbergs arkitekturpris.